# Джоха Аль-Харті
Джоха Аль-Харті (араб. جوخة الحارثي; нар. 16 липня 1978, Оман) — оманська письменниця, володарка Міжнародної Букерівської премії 2019 року за роман «Небесні тіла» (араб. سيدات القمر, 2010).

## Біографія
Здобула докторський ступінь з класичної арабської літератури у Великій Британії в Единбурзькому університеті, який закінчила 2011 року. Роком раніше її запросили викладати в Університет імені султана Кабуса в Маскаті, Оман, де обіймала посаду асоційованого професора класичної літератури.
Опублікувала три збірки оповідань, три дитячі книги та чотири романи. Вона також є автором академічних робіт. Її другий роман «Саїдат Аль-Камар» переклала англійською мовою Мерілін Бут і виданий у Великій Британії у червні 2018 року під назвою «Небесні тіла» (англ. Celestial Bodies), загалом права на переклад отримали 24 країни. 2019 року Аль-Харті та Бут отримали за нього Міжнародну Букерівську премію. Таким чином, він став першим арабомовним твором, відзначеним цією нагородою, а також першим романом жінки-письменниці з Оману, опублікованим в англійському перекладі. У лютому 2022 року увійшла в у довгий список премії «Ясна поляна» у номінації «Іноземна література». У травні 2022 року в перекладі Мерілін Бут також вийшов третій роман Аль-Харті «Нарінджа» (араб. نارنجة, 2016), в англомовній версії «Bitter Orange Tree» (з англ. — «Гірке апельсинове дерево»), одночасно у США та Великій Британії. Огляди на роман вийшли «Вашингтон пост», «Нью-Йоркер», «Нью-Йорк таймс», «Star Tribune». 2023 року вийшла книга в англійському перекладі «The Body in Arabic Love Poetry».
Мешкає у Маскаті. Одружена, у неї троє дітей.